# Predsjednik Češke
Predsjednik Češke demokratski je izabran šef države Češke Republike i vrhovni zapovjednik Oružanih snaga Češke Republike. Za razliku od drugih europskih država, gdje je položaj predsjednika tek simbolične važnosti, češki predsjednik ima značajnu ulogu u političkim poslovima. Pošto se mnoge odluke mogu provoditi jedino zajedničkim potpisom predsjednika i premijera Češke, odgovornost oko nekih političkih odluka je zajednička dužnost tih dvaju ureda.

## Predsjednici Češke Republike
Nezavisni
      ODS
      SPO
| Br. | Predsjednik | Predsjednik                  | Početak mandata  | Kraj mandata     | Stranka                             | Mandat    | Prethodne funkcije                                                 |
| --- | ----------- | ---------------------------- | ---------------- | ---------------- | ----------------------------------- | --------- | ------------------------------------------------------------------ |
| 1   |             | Václav Havel (1936. – 2011.) | 2. veljače 1993. | 2. veljače 2003. | Nezavisni                           | 1 (1993.) | Predsjednik Češke i Slovačke Federativne Republike (1989. – 1992.) |
| 1   | 2 (1998.)   | Václav Havel (1936. – 2011.) | 2. veljače 1993. | 2. veljače 2003. | Nezavisni                           |           | Predsjednik Češke i Slovačke Federativne Republike (1989. – 1992.) |
| 2   |             | Václav Klaus (1941. –)       | 7. ožujka 2003.  | 7. ožujka 2013.  | Građanska demokratska stranka (ODS) | 3 (2003.) | Premijer (1992. – 1998.)                                           |
| 2   | 4 (2008.)   | Václav Klaus (1941. –)       | 7. ožujka 2003.  | 7. ožujka 2013.  | Građanska demokratska stranka (ODS) |           | Premijer (1992. – 1998.)                                           |
| 3   |             | Miloš Zeman (1944. –)        | 8. ožujka 2013.  | 8. ožujka 2023.  | Stranka građanskih prava (SPO)      | 5 (2013.) | Premijer (1998. – 2002.)                                           |
| 3   | 6 (2018.)   | Miloš Zeman (1944. –)        | 8. ožujka 2013.  | 8. ožujka 2023.  | Stranka građanskih prava (SPO)      |           | Premijer (1998. – 2002.)                                           |
| 4   |             | Petr Pavel                   | 9. ožujka 2023.  | Inkumbent        | Nezavisni                           | 7 (2023.) |                                                                    |

## Vanjske poveznice
- Češki ustav. Članci 54 – 66 koji reguliraju funkciju predsjednika.
- Službena mrežna stranica Češkoga dvorca